# Recensement des États-Unis de 1850
Le recensement des États-Unis de 1850 est un recensement de la population lancé le 1er juin 1850 aux États-Unis, qui comptaient alors 23 191 876 habitants dont 3 204 313 esclaves.